# Дружби Народів (станція метро, Харків)
«Дру́жби Наро́дів» — проєктована станція Харківського метрополітену, що буде кінцевою станцією Салтівській лінії після станції «Салтівська».

## Історія
В 1970-ті роки було заплановано продовження Салтівській лінії, зокрема, в північному напрямку. Після станції «Салтівська» лінія мала б звернути вглиб Північної Салтівки. На мапах того часу було вказано дві станції — «Командарма Уборевіча» (що планували побудувати в районі магазина «Океан») та «Льва Толстого» (в районі однойменного трамвайного кола). Тоді передбачалося подальше зростання Салтівки та виникнення нових мікрорайонів на північному сходу від «Льва Толстого». Вже з початку 1990-х років від цієї перспективи відмовилися, тому що подальше розширення Північної Салтівки в цьому напрямку вже не планується. Замість цього став розглядатися варіант будівництва тільки однієї станції «Дружби Народів» у районі перехрестя вулиць Леся Сердюка та Соборності України.
Державною програмою будівництва та розвитку мережі метрополітенів на 2006—2010 роки, затвердженою Постановою Кабінету Міністрів України від 7 березня 2006 року № 257 «Про затвердження Державної програми будівництва та розвитку мережі метрополітенів на 2006—2010 роки», передбачено, зокрема, протягом 2006—2010 рр. розроблення техніко-економічного обґрунтування та виконання проєктних робіт з продовження будівництва дільниць Салтівської лінії до станцій «Площа Урицького» і «Дружби народів».
Обласною Програмою будівництва та розвитку Харківського метрополітену на 2007—2012 роки, затвердженою рішенням XXI сесії Харківської обласної ради V скликання від 29 листопада 2007 року, передбачено будівництво та введення в експлуатацію дільниці між станціями «Салтівська» — «Дружби народів» довжиною 1,7 км (чи 2,4 км) із однією станцією протягом 2010—2012 років. Але рішенням XXXVIII сесії обласної ради V скликання від 3 лютого 2009 року ця програма призупинена в дії.

## Транспорт
Наразі на місці майбутньої станції є зупинки автобусів маршрутів 8, 41е, 54е.